# Ardeadoris symmetrica
Espèce
Ardeadoris symmetrica est une espèce de mollusques nudibranches de la famille des Chromodorididae et du genre Ardeadoris.

## Répartition
Cette espèce se rencontre dans l'Ouest du bassin Indo-Pacifique,. Elle est notamment présente au Mozambique, en Afrique du Sud,, sur l'Île de la Réunion,, sur le Territoire britannique de l'océan Indien, aux Seychelles, à Oman, au Japon, aux Philippines, sur l'île de Guam, sur les Îles Marshall et en Papouasie Nouvelle Guinée,.

## Habitat
Ardeadoris symmetrica peut être observée sur les récifs coralliens et rocheux jusqu'à 30 m de profondeur.

## Description
Ardeadoris symmetrica peut mesurer de l'ordre de 50 mm de long.
Le corps est blanc et contraste fortement avec l'orange du bord du manteau, des rhinophores et des branchies.
Le corps est épais, doux et charnu. Le bord du manteau est très ondulé, avec un repli médian latéral proéminent de chaque côté. Le manteau est semi-translucide d'une couleur chamois olive pâle. La marge est marquée par une fine bordure orangée. Le pied présente un bord extrêmement fin. Une large bande submarginale opaque de couleur crème à blanche est présente sur le pied et sur le manteau. Une bande jaune indistincte est présente entre la bande submarginale blanche du manteau et la couleur chamois olive du dos. Un bandeau blanc crème opaque entoure les branchies et un double motif symétrique est présent sur le dos. Les rhinophores et les branchies sont rouge orangé.
Des spécimens d'une morphologie externe et d'une couleur identiques à celles du type, mais qui diffèrent de la description originale par un pigment orange sur le bord du manteau légèrement cassé se présentant alternativement sous forme de traits et de taches sombres et pâles et par une très fine ligne rouge présente sur le bord du pied, ont également été décrits.

## Éthologie

### Comportement
Les bords du manteau ondulent lorsque l'animal rampe.

### Alimentation
Cette espèce se nourrit d'éponges.

## Publication originale
- Rudman, W. B. 1990. The Chromodorididae (Opisthobranchia: Mollusca) of the Indo-West Pacific: further species of Glossodoris, Thorunna and the Chromodoris aureomarginata colour group. Zoological Journal of the Linnean Society, 100: 263-326 [275].

## Taxonomie
Cette espèce a été nommée par le zoologiste William B. Rudman en 1990 sous le protonyme Glossodoris symmetricus et transférée dans le genre Ardeadoris.
L’épithète spécifique symmetrica, féminin de symmetricus, a été donné en référence à la tache blanche opaque symétrique qui marque dorsalement le manteau.

## Espèces similaires
Ardeadoris symmetrica est assez similaire à Glossodoris pallida quant à la marque symétrique blanche opaque longitudinale sur le dos de son manteau mais la couleur de la marge, des rhinophores et des branchies est rouge orangé chez Ardeadoris symmetrica et jaunâtre chez Glossodoris pallida.